# 高兴华
高兴华，中国医科大学健康科学研究院教授，主要从事皮肤病方面的研究工作。入选中华人民共和国教育部2009年度"长江学者"特聘教授、中国国家百千万人才工程“有突出贡献中青年专家”，享受中国国务院政府特殊津贴。曾就读于中国医科大学临床医学系英语医学专业。